# Basket Brescia Leonessa
Basket Brescia Leonessa je talijanski košarkaški klub iz Brescije.

## Sponzorska imena kluba
- Centrale del latte di Brescia (2009. – 2016.)
- Germani (2017. - )

## Vanjske poveznice
- Službena stranica  Arhivirana inačica izvorne stranice od 24. lipnja 2017. (Wayback Machine)